# Frida (perra)
Frida (12 de abril de 2009-Ciudad de México, 15 de noviembre de 2022), conocida como la perrita rescatista, fue una perra de búsqueda y rescate mexicana. Trabajó para la Secretaría de Marina (SEMAR), institución militar donde fue entrenada con una especialidad en estructuras colapsadas.

## Carrera
Completó el entrenamiento —que habitualmente requiere un año— en ocho meses, gracias a sus dotes olfativas, sociales y a su capacidad de aprendizaje. Su historial de actividad incluyó: 
1. Terremoto de Haití: 12 de enero de 2010, localizando a doce personas vivas y doce sin vida.
2. Explosión de la torre Pemex: 31 de enero de 2013, localizando a ocho personas sin vida.
3. Deslave en Guaranda, Ecuador: 12 de abril de 2017, localizando a veinte personas sin vida.
4. Sismo en el estado de Oaxaca: 7 de septiembre de 2017, localizando a una persona sin vida.
5. Sismo en Ciudad de México: 19 de septiembre de 2017, localizando a dos personas sin vida.[2]

Otros informes han sugerido que localizó a más de 52 personas. Sus entrenadores y adiestradores principales fueron el capitán de navío Israel Monterde Cervantes (jefe de la unidad canina del cuartel general de la SEMAR), el cabo Emmanuel Hernández y el marinero de Infantería Israel Arauz Salinas, quien fue su último compañero binomial humano en activo.

## Reconocimiento
Frida cobró popularidad y reconocimiento durante los trabajos de rescate en que participó luego de los terremotos en México del año 2017, volviéndose símbolo de unión y esperanza, e incluso un ícono reconocido internacionalmente. Llegó a ser conocida cariñosamente como «Marina chan» por los equipos de rescate japoneses que también participaron en las misiones, esto debido a su característico chaleco con la inscripción de la Marina. Fue retratada portando su uniforme completo con gafas protectoras, arnés y botas de seguridad en ilustraciones, murales, juguetes y hasta piñatas. Sus botas y las de su entrenador fueron donadas al Museo del Calzado El Borceguí en enero de 2018.
Frida se retiró de sus labores el 24 de junio de 2019, en el marco del Día Internacional del Rescatista, aunque permaneció dentro del equipo de entrenamiento del cuerpo canino pues no fue dada en adopción a ninguno de sus entrenadores, ni personal de la Fuerza Naval debido a las necesidades especiales de su cuidado y su condición de celebridad. Frida recibió en vida numerosos homenajes y reconocimientos, y se conservan de ella diversas estatuas por su trabajo.

## Muerte
El 15 de noviembre de 2022, la Secretaría de Marina anunció que Frida había fallecido a los 13 años de edad a causa de algunos padecimientos de salud que sufría. Sus restos fueron cremados y el 24 de noviembre durante una ceremonia luctuosa, sus cenizas fueron colocadas dentro de un monumento erigido en su memoria. Este se encuentra ubicado dentro de las instalaciones de la SEMAR, en Coyoacán, Ciudad de México.